# Charlotte de Rohan-Rochefort
 (juillet 2016).
Si vous disposez d'ouvrages ou d'articles de référence ou si vous connaissez des sites web de qualité traitant du thème abordé ici, merci de compléter l'article en donnant les références utiles à sa vérifiabilité et en les liant à la section « Notes et références ».
Charlotte de Rohan-Rochefort est une femme de la haute noblesse française née le 25 octobre 1767 à Paris et morte le 1er mai 1841 dans la même ville. Elle a été la maîtresse du duc d'Enghien, dernier descendant mâle de la famille de Condé.

## Biographie
Charlotte-Louise-Dorothée de Rohan-Rochefort naît à Paris. Son père Charles-Jules-Armand de Rohan-Rochefort, appartient à la maison de Rohan, sa mère, Marie-Henriette d'Orléans, à celle d'Orléans-Rothelin.
Nièce du cardinal de Rohan, la princesse est issue d'une famille de la haute noblesse. Cependant il n'a jamais été question de mariage entre le duc et Charlotte car leur union aurait fortement déplu au prince de Condé, grand-père du duc d'Enghien.
Charlotte, compagne du duc, vit avec lui à Ettenheim, dans l'électorat de Bade, près de la frontière française.
Elle assiste à l'enlèvement du duc par la police secrète de Napoléon Bonaparte et apprend l'exécution de son compagnon dans les douves du château de Vincennes le 21 mars 1804 après un simulacre de procès
Charlotte de Rohan-Rochefort achète, en 1816, le château de Val-sous-Meudon (démoli en 1911) où elle vivra jusqu'en 1841.
En 1826, dans le cadre de l'indemnisation des anciens propriétaires français par la République d'Haïti, et en tant qu'héritière de son grand-oncle Louis-Armand-Constantin de Rohan, propriétaire d'une plantation et ses esclaves à Saint-Domingue, Charlotte de Rohan-Rochefort touche la somme de 36 151 francs or.
Charlotte ne se maria jamais et vécut dans le souvenir du duc. Elle mourut à 74 ans ayant survécu 37 ans à son amant.

## Descendance
Selon Charles Lefeuve (1818-1882), historien de la ville de Paris, elle aurait accouché de deux filles jumelles, dans l'ancien hôtel Rohan-Rochefort au 19, rue Bonaparte par le docteur Moulin à la suite de sa liaison avec le duc d'Enghien en 1794.

## Au cinéma
- La Mort du duc d'Enghien en 1804, film muet d'Albert Capellani, sorti en 1909, avec Germaine Dermoz dans le rôle de Charlotte.